# Gare de Boryspil
La gare de Boryspil (en ukrainien : Бориспіль (станція), est une gare ferroviaire à Boryspil en Ukraine.

## Situation ferroviaire
Elle est exploitée par le réseau Pivdenno-Zakhidna zaliznytsia.

## Histoire
Elle fut ouverte en 1901 sur la ligne Kiev Poltava, elle est électrifiée en 1972.

## Service des voyageurs

### Accueil

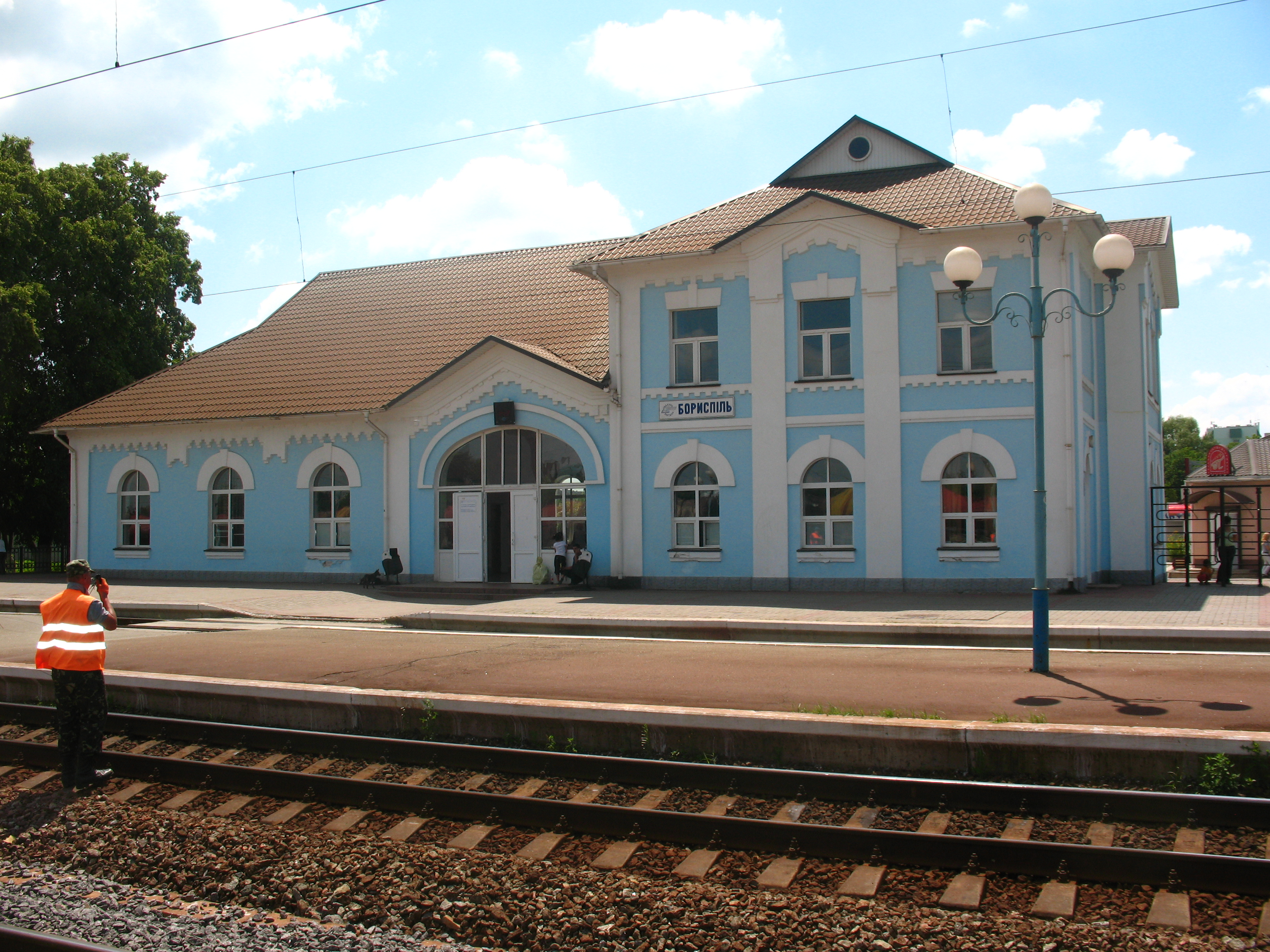
Les quais,
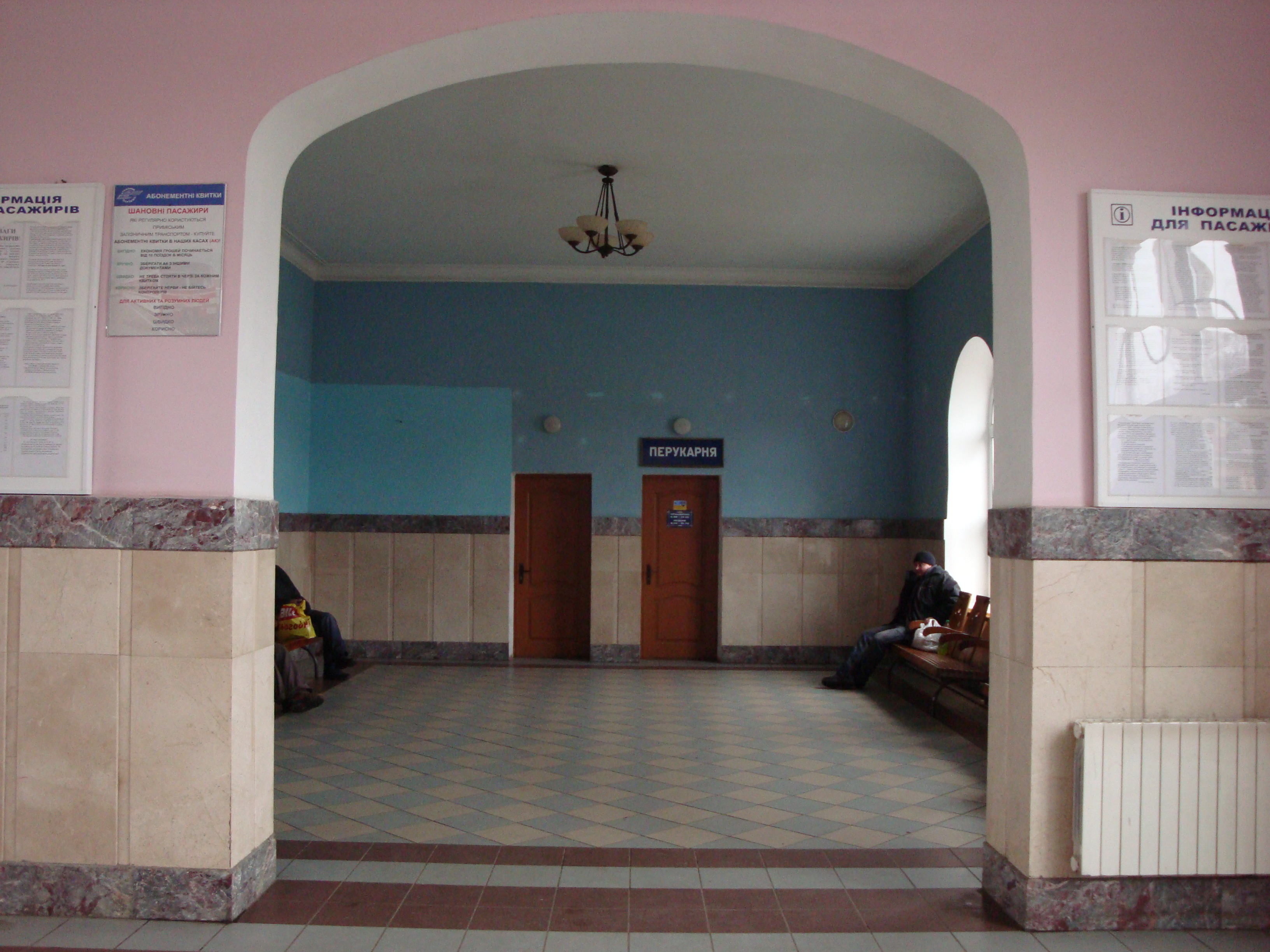
halle passagers.